# Лебеда бородавчатая
Лебеда бородавчатая (лат. Atriplex verrucifera) — вид растений рода Лебеда (Atriplex) семейства Амарантовые (Amaranthaceae).

## Ботаническое описание
Полукустарничек с ветвями в нижней части деревянистыми и раскинутыми, в верхней же травянистыми и прямостоячими, 20—35 см высотой. Листья толстоватые, супротивные, сизоватые или беловатые от мучнистого налета, недлинно черешковые, ромбически-яйцевидные, яйцевидные или продолговато-лопатчатые, тупые, цельнокрайные, 3—5 см длиной и 7—25 мм шириной; самые верхние более мелкие и узкие, линейно-ланцетовидные.
Цветки на безлистных концах ветвей в длинных прерывистых колосьях, собранных метельчато. Прицветники у женских цветков срастаются до самого верха и образуют при плодах сидячее, почти шаровидное, сжатое с боков, усаженное на всей поверхности тупыми зубцевидными бугорками покрывальце, достигающее до 5 мм длиной и 4 мм шириной, которое на верхушке с 6 тупыми зубчиками и здесь открывается небольшой щелью.

## Распространение и экология
Европа (юг), Кавказ, Западная Сибирь, Средняя и Центральная Азия. Растёт на солончаках и солонцевых лугах, по берегам солёных озёр.